# Ranokršćanski i bizantski spomenici u Solunu
Ranokršćanski i bizantski spomenici u Solunu je zajednički naziv za skupinu građevina izgrađenih od 4. do 15. stoljeća u Solunu, koje su zbog svoje arhitekture i slikarskih ukrasa, pod ovim imenom, upisani na UNESCO-ov popis mjesta svjetske baštine u Europi 1988. godine.

## Odlike
Solun (Thessalonika), koji je osnovan 315. pr. Kr. kao provincijska prijestolnica i važna morska luka, je postao veoma važan tijekom širenja kršćanstva. Neke od solunskih crkava su izgrađene u tlocrtu upisanog grčkog križa, a ostale kao longitudinalne trobrodne bazilike. Građene su tijekom dugog razdoblja od 4. do 15. stoljeća i predstavljaju razvitak stila koji je snažno utjecao na razvoj bizantske arhitekture. Mozaici iz Galijeve rotunde, sv. Dimitrija i sv. Davida se smatraju jednima od najvažnijih djela ranokršćanske umjetnosti.

## Popis spomenika
| Slika | Ime                                                  | izgradnja        | razdoblje               | Koordinate                                      | Bilješke |
| ----- | ---------------------------------------------------- | ---------------- | ----------------------- | ----------------------------------------------- | --- |
|       | Crkva sv. Dimitrija u Solunu (Άγιος Δημήτριος)       | 629. – 634.      | Bizantska umjetnost     | 40°22′55″N 22°33′55″E / 40.3819°N 22.565229°E   | Spomenik je petobrodna bazilika s narteksom i transeptom. Ispod svetišta i transepta je kripta. Kapela sv. Euthymiosa je priključena na jugoistočnom kutu crkve. Vrlo malo fragmenata skulpture i slikarskog uređenja (mozaici, freske) su preživjeli katastrofalni požar iz 1917. godine, ali su primjeri uzastopnih povijesnih razdoblja. |
|       | Galerijev slavoluk i grobnica (αψίδα του Γαλερίου)   | 298. – 306.      | Ranokršćanstvo          | 40°22′34″N 22°34′16″E / 40.375997°N 22.571061°E | Galerije je podigao slavoluk bogato ukrašen realističkim reljefima u slavu pobjede nad Sasanidima i osvajanja njihove prijestolnice, Ktesifona, 298. god. Bio je to osmolučni gradski portal od kojega su sačuvana tri oštećena luka. Galerijeva grobnica je izgrađena kao njegov mauzolej, ali je car sahranjen u Gamzigradu, a grobnica je postala, prema nekima, najstarijom kršćanskom crkvom, tzv. Rotunda sv. Jurja, bogato ukrašena mozaicima u 4. st. |
|       | Crkva sv. Mudrosti (Ἁγία Σοφία)                      | 3. – 8. stoljeća | Bizantska umjetnost     | 40°22′33″N 22°33′54″E / 40.375824°N 22.564954°E | Jedna od najstarijih građevina u gradu izgrađena je u 8. st. na temeljima starije crkve iz 3. st., po uzoru na Aja Sofiju u Konstantinopolu. Ona je bizantska bazilika tlocrta upisanog grčkog križa sa središnjom kupolom na kratkom tamburu i apsidom ukrašenom pozlaćenim mozaicima. |
|       | Gospina crkva Bakrokovača (Παναγία τῶν Χαλκέων)      | 1028.            | Bizantska umjetnost     | 40°22′53″N 22°33′49″E / 40.381251°N 22.563745°E | Crkva je tlocrta upisanog grškog križa, tipičnog za makedonsko razdoblje bizantske umjetnosti, sa središnjom kupolom na četiri masivna stuba, dvije manje kupole i narteksom. Izgrađena je od opeke, zbog čega je zovu i Crvena crkva, a fasada je bogata pilastrima, dok je unutrašnjost ukrašena freskama iz 11. i 14. st. |
|       | Crkva sv. Nikole Siročeta (Ἅγιος Νικόλαος ὁ Ὀρφανός) | 1310. – 1320.    | Bizantska umjetnost     | 40°22′54″N 22°34′20″E / 40.381607°N 22.572277°E | Izgrađena je kao manastirska jednobrodna crkva s drvenim krovom, kojoj su kasnije dodana dva bočna broda koji se nastavljaju oko oltara u deambulatorij. Izvana je neugledna od nepravilne opeke i kamena, ali je iznutra bogato oslikana freskama iz razdoblja srbijanskog kralja Stefana Uroša II. |
|       | Crkva sv. Apostola (Ἅγιοι Ἀπόστολοι)                 | 1310. – 1329.    | Bizantska umjetnost     | 40°23′00″N 22°33′41″E / 40.383422°N 22.561517°E | Crkva je bila katholikon (manastirska glavna crkva), a izgrađena je u upisanom grčkom križu s pet kupola, velikom središnjom i četiri manje na svakom kraju, te narteksom, deambulatorijem s galerijama i dvije bočne kapele s ulazom izvana. Fasada ima izmjenični ukras od različitih opeka i mnogo lezena. Unutrašnjost je ukrašena mozaicima i freskama iz 14. stoljeća. |
|       | Manastir Latomos (Μονή Λατόμου)                      | 5. – 6. stoljeće | Ranokršćanstvo i Bizant |                                                 | Od manastira je sačuvana samo Crkva sv. Davida s kraja 5. stoljeća, koja je bila bogato ukrašena mozaicima iz 6. i freskama iz 12. stoljeća. Crkva sv. Davida je izgrađena preko ranije, rimske zgrade, kao katholikon (glavna crkva) manastira Latomos. Izvorna crkva bila mala i kvadratičnog tlocrta s apsidom na istočnom kraju, a ulazom na zapadu. U svakoj od četiri strane zgrade bila izgrađena mala komora čineći križ s jednakim kracima na području naosa. Cijela zapadna strana crkve je srušena i sada se ulaz nalazi na južnoj strani. Od uređenja interijera je očuvan poznati mozaik u školjki svetišta, datiran u 5. – 6. st. i fragmenti zidnih slika, datiranih u 12. stoljeće. |
|       | Crkva sv. Pantelejmona (Άγιος Παντελεήμων)           | 13. stoljeće     | Bizantska umjetnost     |                                                 | Crkva je imala galeriju oko cijele građevine sa simetričnim oltarom s dvije male kapele. Tlocrta je upisanog grčkog križa sa središnjom kupolom na masivna 4 stuba i malenom kupolom iznad broda. Unutra se nalaze freske s prikazima Gospe i tri bizantska cara makedonske dinastije. |

## Vanjske poveznice
- Spomenici na stranicama Grčkog ministarstva kulture i turizma  Arhivirana inačica izvorne stranice od 25. travnja 2017. (Wayback Machine)